# Île aux Raisins
L'île aux Raisins est une île du fleuve Saint-Laurent située dans parc national des Îles-de-Boucherville, au nord-est de Montréal au Canada.

## Géographie

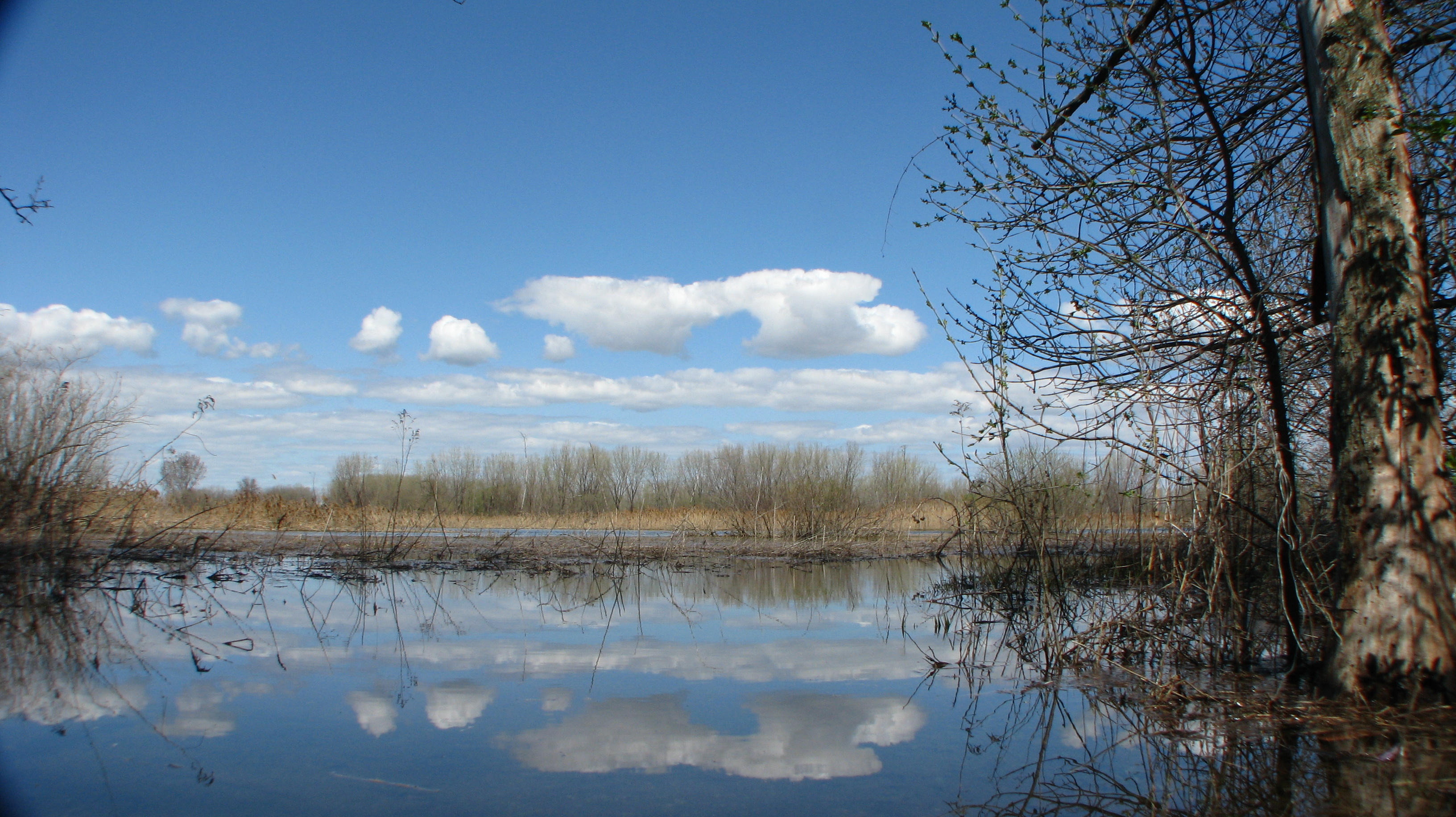
L'île inondée par le chenal du Courant en mai.

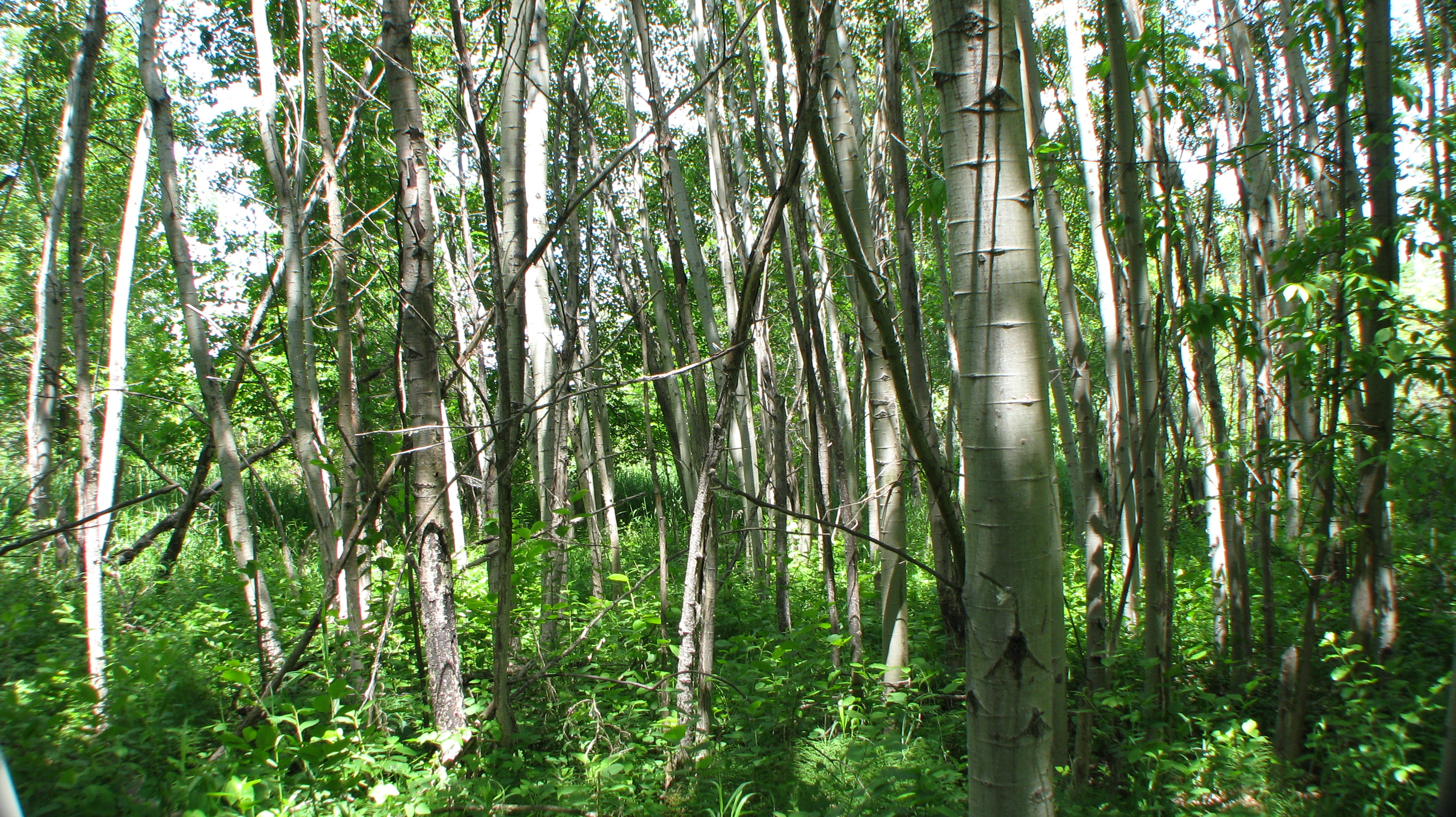
Peupliers faux-tremble sur l'île.

D'une longueur de 1 000 mètres et de 300 mètres de largeur maximale, l'île aux Raisins est située dans le fleuve Saint-Laurent au nord-est de l'île de Montréal. Elle fait partie des îles de Boucherville (dont elle est la plus boisée) et est séparée au nord de l'île Montbrun et de l'île Grosbois par le chenal La Passe et à l'est de l'île de la Commune et à l'ouest des Grandes Battures Tailhandier par une zone semi-marécageuse du chenal du Courant. Elle est reliée à cette dernière par une passerelle située à son extrémité sud.
L'île se trouve sur la rive-Sud de Montréal à l'ouest de la ville de Boucherville à laquelle elle est administrativement rattachée.

## Histoire
En 1984, le parc national des Îles-de-Boucherville est créé englobant l'île aux Raisins. Dans ce cadre, un sentier de randonnée est créé sur le pourtour de l'île avec la construction d'une tour d'observation donnant sur le Saint-Laurent et le panorama de la ville de Montréal. Ce sentier suit la zone inondable et a été retracé en 2018 pour protéger une plante rare des milieux humides, l'Arisaema dracontium.